# Арджентін (Мічиган)
Арджентін (англ. Argentine) — переписна місцевість (CDP) в США, в окрузі Дженесі штату Мічиган. Населення — 2685 осіб (2020).

## Географія
Арджентін розташований за координатами 42°47′26″ пн. ш. 83°50′17″ зх. д. / 42.79056° пн. ш. 83.83806° зх. д. (42.790465, -83.838060).  За даними Бюро перепису населення США в 2010 році переписна місцевість мала площу 8,49 км², з яких 6,13 км² — суходіл та 2,35 км² — водойми.

## Демографія
Згідно з переписом 2010 року, у переписній місцевості мешкало 2525 осіб у 976 домогосподарствах у складі 700 родин. Густота населення становила 298 осіб/км².  Було 1134 помешкання (134/км²).
Расовий склад населення:
| - 97,1 % — білих - 0,4 % — корінних американців - 0,4 % — чорних або афроамериканців - 0,1 % — вихідців з тихоокеанських островів - 0,1 % — азіатів |

До двох чи більше рас належало 1,5 %. Частка іспаномовних становила 2,1 % від усіх жителів.
За віковим діапазоном населення розподілялося таким чином: 24,2 % — особи молодші 18 років, 63,7 % — особи у віці 18—64 років, 12,1 % — особи у віці 65 років та старші. Медіана віку мешканця становила 41,6 року. На 100 осіб жіночої статі у переписній місцевості припадало 104,5 чоловіків;  на 100 жінок у віці від 18 років та старших — 100,3 чоловіків також старших 18 років.
Середній дохід на одне домашнє господарство  становив 87 467 доларів США (медіана — 67 802), а середній дохід на одну сім'ю — 93 833 долари (медіана — 71 724). За межею бідності перебувало 8,8 % осіб, у тому числі 12,0 % дітей у віці до 18 років та 6,5 % осіб у віці 65 років та старших.
Цивільне працевлаштоване населення становило 1262 особи. Основні галузі зайнятості: освіта, охорона здоров'я та соціальна допомога — 31,0 %, виробництво — 18,0 %, роздрібна торгівля — 11,7 %, науковці, спеціалісти, менеджери — 9,7 %.